# Blason des Hautes-Alpes
 (juillet 2008).
Si vous disposez d'ouvrages ou d'articles de référence ou si vous connaissez des sites web de qualité traitant du thème abordé ici, merci de compléter l'article en donnant les références utiles à sa vérifiabilité et en les liant à la section « Notes et références ».

Parti, au 1er de gueules à la croix cléchée, vidée et pommetée de douze pièces d’or ; au 2e d’or au dauphin d’azur crêté, barbé, loré, peautré et oreillé de gueules ; au chef d’azur semé de fleurs de lys d’or.

Le blason des Hautes-Alpes rappelle par le dauphin que le département est issu de pays appartenant jadis à la province du Dauphiné devenue française en 1349, d'où le chef semé de fleurs de lys. La croix de Toulouse évoque l'attachement de ce territoire à la culture occitane, car il fut d'abord provençal.